# Cồn Hô
Cồn Hô hay cồn Cá Hô là một cồn giữa sông Cổ Chiên, thuộc ấp Mỹ Hiệp A, xã Đức Mỹ, huyện Càng Long, tỉnh Trà Vinh. Cồn cách thành phố Trà Vinh khoảng 20 km, nằm ở khu vực tiếp giáp 3 tỉnh Trà Vinh, Vĩnh Long, Bến Tre. Cồn có diện tích 25 ha (0,25 km2).

## Tên gọi

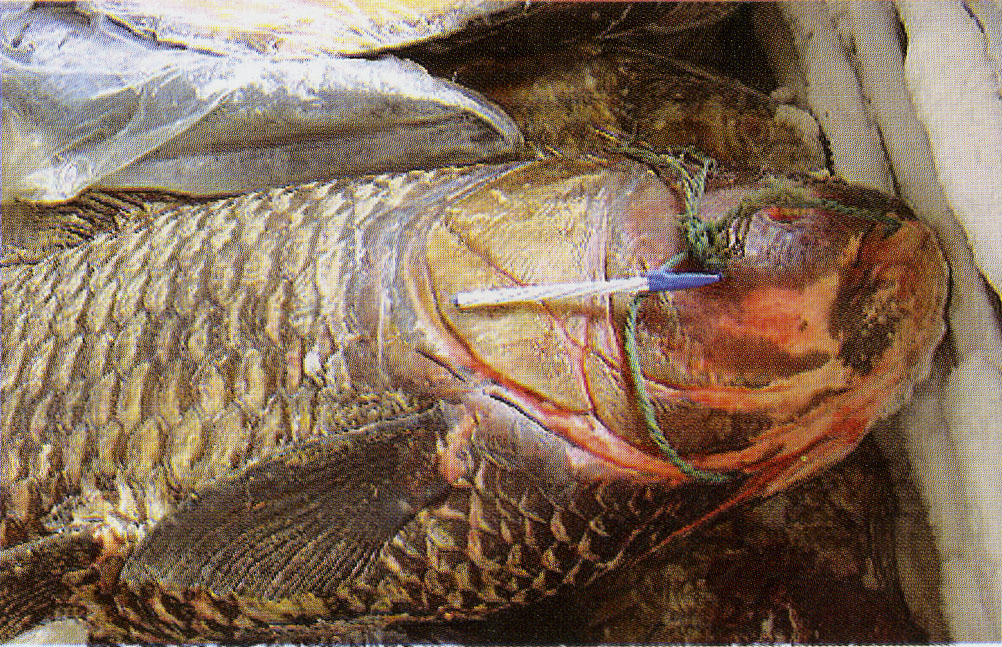
Cồn Hô được đặt theo tên của loài cá hô.

Tên của cồn xuất phát từ hình dạng của cồn giống một con cá hô đang bơi hướng ra biển, nên được người dân địa phương gọi là cồn Hô. Một lý giải khác, ngày trước có một con cá hô rất lớn, chết và xác trôi dạt đến cồn, người dân địa phương chôn cất và lấy tên loài cá đặt tên cho cồn.

## Lịch sử
Lịch sử khai khẩn cồn chỉ khoảng 100 năm, ban đầu người dân chủ yếu đánh bắt cá quanh cồn. Vào khoảng thập niên 1940, người dân lên cồn khai hoang để trồng trọt.
Vào tháng 10 năm 2020, lần đầu tiên, hoạt động khai thác dịch vụ du lịch trên cồn được triển khai. Ngày 2 tháng 4 năm 2021, chính quyền huyện Càng Long đã thảo luận cùng tổ chuyên gia thuộc Trung tâm Xúc tiến đầu tư phía Nam (IPCS) bàn về kế hoạch "Nghiên cứu phát triển du lịch Cồn Hô, Huyện Càng Long, Tỉnh Trà Vinh". Định hướng phát triển du lịch đi đến cồn từ năm 2030 đến năm 2050. Năm 2022, cồn được ước tính đã đón 1.500 đến 2.000 khách du lịch, trong đó hơn một nửa là du khách nước ngoài.
Năm 2023, các tác giả Nguyễn Văn Chất, Tạ Duy Linh, Dương Đức Minh đã xuất bản Du lịch tự thân Cồn Hô, tỉnh Trà Vinh - cách tiếp cận mới trong phát triển du lịch dựa vào cộng đồng tại Việt Nam, là tài liệu nghiên cứu đáng kể về cồn Hô. Đầu năm 2024, cồn Hô có một tuyến đường bằng thảm xơ dừa dài 1,2 km hoàn thành và đưa vào sử dụng, tuyến đường được tài trợ bởi một công ty du lịch lữ hành. Năm 2024, Hiệp hội Du lịch Đồng bằng sông Cửu Long đã chọn lựa 4 “Ðiểm du lịch tiêu biểu Đồng bằng sông Cửu Long năm 2024” trong đó có Điểm du lịch sinh thái dựa vào cộng đồng Cồn Hô (Trà Vinh).

## Nhân khẩu

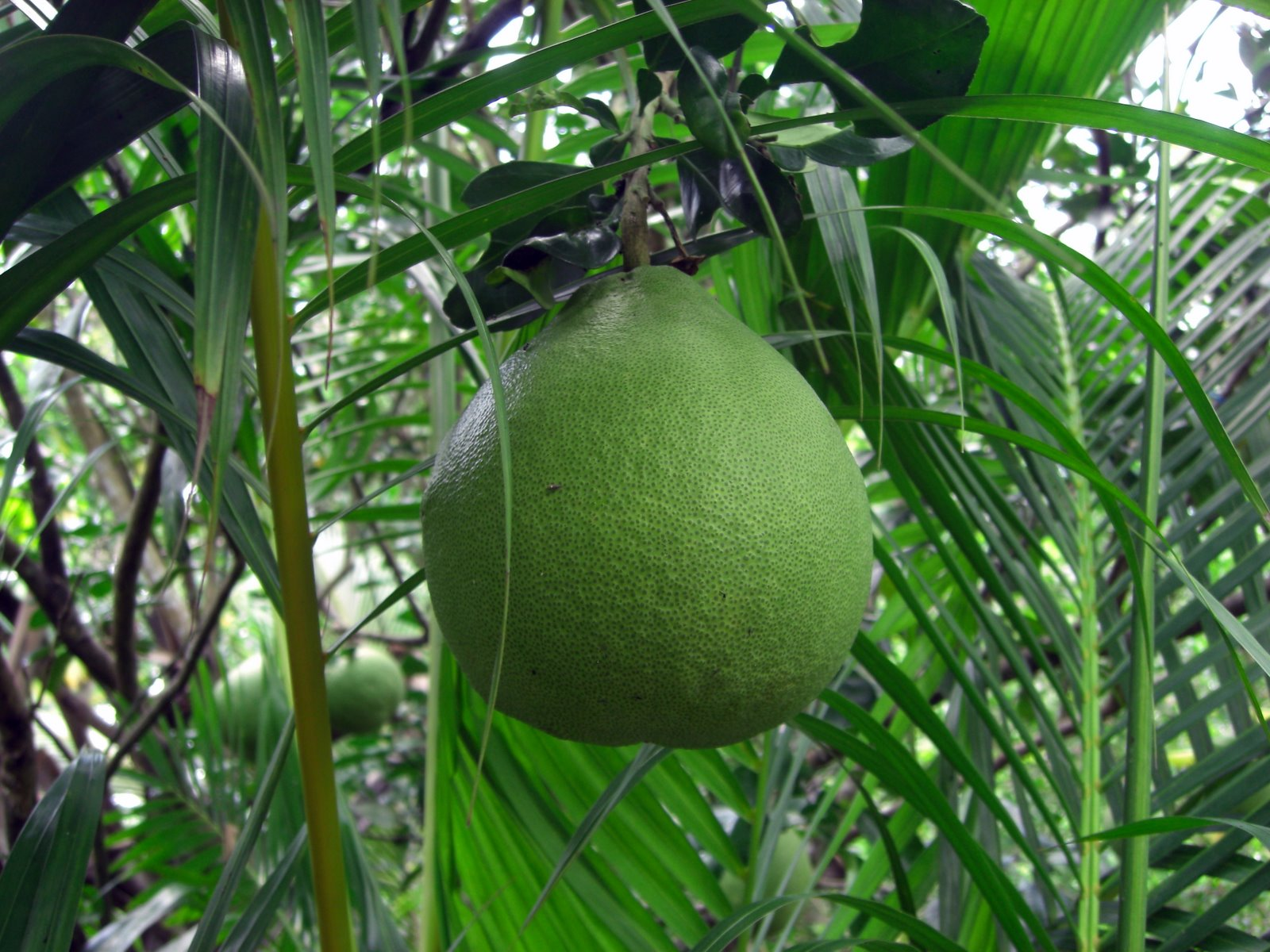
85% đất canh tác trồng bưởi da xanh.

Các hộ gia đình sinh sống trên cồn gồm dân cư 3 tỉnh Trà Vinh, Vĩnh Long, Bến Tre. Vào năm 2020, có 24 hộ dân canh tác trên cồn nhưng chỉ có 14 hộ là sinh sống tại đây, 10 hộ dân khác sống trong bờ, họ vượt sông qua cồn để canh tác và trở về vào cuối ngày. Vào năm 2023, dân số là 23 hộ. Thống kê đầu năm 2024, dân số gồm 21 hộ với 66 người.

## Tự nhiên và đời sống
Cồn hình thành từ sự bồi lắng phù sa trong khoảng 300 năm. Ban đầu thực vật trên cồn chỉ toàn dừa nước, bần. Người dân địa phương lên cồn sinh sống đã khai khẩn đất đai thành các vườn cây ăn quả. Họ đã củng cố bờ đê quanh cồn. Người dân canh tác các loại cây ăn quả: ổi, cam, bưởi, chuối sáp, dừa. 85% diện tích cồn trồng bưởi, phổ biến nhất là bưởi da xanh. Việc đi lại với đất liền thông qua các tuyến ghe, tàu qua sông. Đời sống không có nước máy, không đèn điện, chỉ dùng đèn dầu.
Từ tháng 10 năm 2020, dân địa phương khai thác du lịch sinh thái theo mô hình tự thân vận động. Du lịch tại chỗ phục vụ ẩm thực, tham quan miệt vườn cây ăn quả, câu cá, ngâm chân thảo dược,... Cho đến 2023, cồn Hô đã đón khoảng 10.000 lượt khách du lịch. Trong 21 hộ dân thì có 8 hộ kinh doanh dịch vụ du lịch.
Khu vực cồn Hô thường xuyên bị đe dọa bởi tình trạng sạt lở, diện tích của cồn đã từng rộng gần 30 ha nhưng do sạt lở nên chỉ còn 25 ha. Phần mất nhiều nhất là khu vực đầu cồn, đất sạt lở tụt xuống sông. Chính quyền và người dân đã gia cố một bờ kè bằng cọc tràm và rọ đá. Bên cạnh đó, đời sống người dân cũng thường xuyên biến động và khó khăn bởi tình trạng nông nghiệp được mùa, mất giá, cũng như nhiều thời điểm du lịch vắng khách.